# Hrvatska pučka napredna stranka
Hrvatska pučka napredna stranka bila je politička stranka u Hrvatskoj od 1906. do 1910. Zajedno s Hrvatskom naprednom strankom (1904. – 1916.) i Hrvatskom samostalnom strankom (1910. – 1918.), bila je jednim od izvorišta od kojih je nastala Napredna demokratska stranka.
Nastala je 4. lipnja 1906. na glavnoj skupštini Hrvatske napredne stranke u
Zagrebu, na kojoj se odlučilo ujediniti Hrvatske napredne stranke i Hrvatsku demokratsku stranku u Dalmaciji u Hrvatsku pučku naprednu stranku. Glasilom ove stranke je bio zagrebački Pokret, a list Sloboda, koji je bio glasilom Smodlakinog HDS-a postao je neovisnim.
Od poznatih političara koji su bili izbornim kandidatom ove stranke, valja spomenuti Jurja Bijankinija, koji je za izbore za Carevinsko vijeće 1911. bio zajedničkim kandidatom Hrvatske stranke i HPNS-a u izbornom kotaru dubrovačko-neretvanskom. Postigao je uvjerljivu pobjedu na otoku Korčuli.